# Parallax Inc.
Parallax Inc är ett amerikanskt företag som tillverkar robotdelar och mjukvara för undervisningsändamål. Robotarna kan styras med allt från enkla enkretsprocessorer som programmeras i basic till avancerade processorer som klarar multitasking. Företaget grundades år 1987 och tillverkade till en början enkla PIC-processorer. I dagsläget finns uppskattningsvis 3 miljoner sålda enheter byggda runt deras mikroprocessor kallad BASIC Stamp. Deras mest avancerade produkter används bland annat för att utveckla enkla arkadspel.